# Guiclan
Guiclan (bret. Gwiglann) – miejscowość i gmina we Francji, w regionie Bretania, w departamencie Finistère.
Według danych na rok 1990 gminę zamieszkiwało 2045 osób, a gęstość zaludnienia wynosiła 48 osób/km² (wśród 1269 gmin Bretanii Guiclan plasuje się na 304. miejscu pod względem liczby ludności, natomiast pod względem powierzchni na miejscu 116.).